# Dinka du Sud-Central
Pour les articles homonymes, voir Dinka.
Le dinka du Sud-Central (ou agar, dinka central) est une langue nuer-dinka du Soudan du Sud parlée par les Dinka.

## Localisation
Le dinka du Sud-Central est parlé dans l'État des Lacs,.

## Dialectes
Les dialectes suivants existent : agar, aliap (aker, aliab, thany), ciec (ador, ajak, chiech, cic, ciem, kwac), gok (cok, gauk),.
Le dialecte gok est influencé par le dinka du Sud-Ouest.

## Similarité lexicale
Le dinka du Sud-Central possède une similarité lexicale de 90 % avec le dinka du Sud-Est.

## Reconnaissance légale
Cette langue est reconnue en 2011 par la Constitution de transition du Soudan du Sud, dans l'article 6(1).

## Utilisation
Le dinka du Sud-Central est utilisé dans l'enseignement primaire et dans tous les domaines par des personnes de tous âges.

## Écriture
Le dinka du Sud-Central s'écrit grâce à l'alphabet latin.